# Vila do Conde
Vila do Conde – miejscowość w Portugalii, leżąca w dystrykcie Porto, w regionie Północ w podregionie Grande Porto. Miejscowość jest siedzibą gminy o tej samej nazwie. W mieście przyszedł na świat piłkarz Fábio Coentrão.

## Demografia
| Liczba ludności gminy Vila do Conde (1801–2011) | Liczba ludności gminy Vila do Conde (1801–2011) | Liczba ludności gminy Vila do Conde (1801–2011) | Liczba ludności gminy Vila do Conde (1801–2011) | Liczba ludności gminy Vila do Conde (1801–2011) | Liczba ludności gminy Vila do Conde (1801–2011) | Liczba ludności gminy Vila do Conde (1801–2011) | Liczba ludności gminy Vila do Conde (1801–2011) | Liczba ludności gminy Vila do Conde (1801–2011) | Liczba ludności gminy Vila do Conde (1801–2011) |
| ----------------------------------------------- | ----------------------------------------------- | ----------------------------------------------- | ----------------------------------------------- | ----------------------------------------------- | ----------------------------------------------- | ----------------------------------------------- | ----------------------------------------------- | ----------------------------------------------- | ----------------------------------------------- |
| 1801                                            | 1849                                            | 1900                                            | 1930                                            | 1960                                            | 1981                                            | 1991                                            | 2001                                            | 2004                                            | 2011                                            |
| 3 623                                           | 17 781                                          | 27 366                                          | 34 116                                          | 48 806                                          | 64 402                                          | 64 836                                          | 74 391                                          | 75 981                                          | 79 533                                          |

## Sołectwa
Sołectwa gminy Vila do Conde (ludność wg stanu na 2011 r.)
- Arcos – 819 osób
- Árvore – 5196 osób
- Aveleda – 1314 osób
- Azurara – 2305 osób
- Bagunte – 1489 osób
- Canidelo – 906 osób
- Fajozes – 1425 osób
- Ferreiró – 690 osób
- Fornelo – 1392 osoby
- Gião – 1756 osób
- Guilhabreu – 2357 osób
- Junqueira – 2019 osób
- Labruge – 2806 osób
- Macieira da Maia – 2321 osób
- Malta – 1385 osób
- Mindelo – 3491 osób
- Modivas – 1806 osób
- Mosteiró – 931 osób
- Outeiro Maior – 369 osób
- Parada – 300 osób
- Retorta – 1165 osób
- Rio Mau – 1862 osoby
- Tougues – 887 osób
- Touguinha – 2000 osób
- Touguinhó – 1386 osób
- Vairão – 1251 osób
- Vila Chã – 3094 osoby
- Vila do Conde – 28 636 osób
- Vilar – 1638 osób
- Vilar de Pinheiro – 2537 osób

## Miasta partnerskie
- Ferrol, Hiszpania
- Le Cannet, Francja
- Portalegre, Portugalia
- Guadalupe, Wyspy Świętego Tomasza i Książęca
- Mansoa, Gwinea Bissau
- Mindelo, Republika Zielonego Przylądka
- Mossel Bay, Południowa Afryka
- Baucau, Timor Wschodni
- Olinda, Brazylia